# Gmina Vallø
Gmina Vallø (duń. Vallø Kommune) była w latach 1970-2006 (włącznie) jedną z gmin w Danii w okręgu Roskilde Amt.
Siedzibą władz gminy było miasto Hårlev. 
Gmina Vallø została utworzona 1 kwietnia 1970 na mocy reformy podziału administracyjnego Danii. Po kolejnej reformie w 2007 r. weszła w skład nowej gminy Stevns.

## Dane liczbowe
- Liczba ludności: (♀ 5199 + ♂ 5138) = 10 337
  - wiek 0-6: 8,1%
  - wiek 7-16: 12,9%
  - wiek 17-66: 65,6%
  - wiek 67+: 13,5%
- zagęszczenie ludności: 124,5 osób/km²
- bezrobocie: 4,1% osób w wieku 17-66 lat
- cudzoziemcy z UE, Skandynawii i USA: 113 na 10 000 osób
- cudzoziemcy z krajów Trzeciego Świata: 140 na 10 000 osób
- liczba szkół podstawowych: 2 (liczba klas: 60)